# Schweizer Männer-Handballnationalmannschaft
Die Schweizer Männer-Handballnationalmannschaft repräsentiert den Schweizerischen Handball-Verband als Auswahlmannschaft auf internationaler Ebene bei Länderspielen im Handball gegen Mannschaften anderer nationaler Verbände.
Bisher nahm die Mannschaft elfmal an Weltmeisterschaften teil, die beste Platzierung erreichte sie mit dem 4. Platz bei den Weltmeisterschaften 1954 und 1993 jeweils in Schweden. Der linke Rückraumspieler Marc Baumgartner wurde 1993 ins All-Star-Team gewählt und gemeinsam mit dem Südkoreaner Yoon Kyung-shin sowie dem Ungarn József Éles mit 41 Toren Torschützenkönig. 1995 war die Schweiz Gastgeber der WM. Die beste Platzierung bei bisher vier Europameisterschaften erreichte das Team mit dem 12. Rang im Jahre 2004.

## Internationale Grossereignisse

### Olympische Spiele
- Olympische Spiele 1972: nicht qualifiziert
- Olympische Spiele 1976: nicht qualifiziert
- Olympische Spiele 1980: 8. Platz (von 12 Mannschaften)

Kader: Eduard Wickli (6 Spiele/0 Tore), Hanspeter Lutz (6/0), Ugo Jametti (1/0), Roland Brand (6/3), Peter Jehle (5/4), Walter Müller (6/6), Konrad Affolter (6/8), Ruedi Weber (6/10), Max Schär (6/11), Peter Maag (6/15), Robert Jehle (6/17), Hans Huber (6/18), Ernst Züllig (6/40). Trainer:  Vinko Kandija.
- Olympische Spiele 1984: 8. Platz (von 12 Mannschaften)

Kader: René Barth (6 Spiele/0 Tore), Martin Ott (5/0), Martin Rubin (3/0), Markus Braun (4/0), Peter Hürlimann (3/0), Martin Glaser (4/2), Roland Gassmann (4/4), Max Delhees (4/4), Heinz Karrer (5/5), Jürgen Bätschmann (5/9), Uwe Mall (6/9), Peter Weber (6/11), Max Schär (6/17), Peter Jehle (5/17), Norwin Platzer (6/23). Trainer:  Sead Hasanefendić.
- Olympische Spiele 1988: nicht qualifiziert
- Olympische Spiele 1992: nicht qualifiziert
- Olympische Spiele 1996: 8. Platz (von 12 Mannschaften)

Kader: Christian Meisterhans (6 Spiele/0 Tore), Rolf Dobler (6/1), Urs Schärer (4/2), Matthias Zumstein (5/3), Robert Kostadinovich (5/3), Carlos Lima Fuentes (6/7), Nick Christen (6/10), René Barth (6/12), Roman Brunner (6/20), Stefan Schärer (6/21), Daniel Spengler (6/28), Marc Baumgartner (6/35). Trainer:  Arno Ehret.
- Olympische Spiele 2000: nicht qualifiziert
- Olympische Spiele 2004: nicht qualifiziert
- Olympische Spiele 2008: nicht qualifiziert
- Olympische Spiele 2012: nicht qualifiziert
- Olympische Spiele 2016: nicht qualifiziert
- Olympische Spiele 2020: nicht qualifiziert

### Weltmeisterschaften
- Weltmeisterschaft 1938: nicht qualifiziert
- Weltmeisterschaft 1954: 4. Platz (von 6 Mannschaften)

Kader: Karl Masiero (2 Spiele/0 Tore), Ernst Dubs (3/0), Kurt Hartmann (2/0), Alex Mundwyler (1/0), Eckard Minder (1/0), Hugo Baumgartner (3/1), Jenny Walter (1/2), Fritz Riess (3/2), Romeo Brianza (3/3), Roger Buschor (2/3), Otto Schwarz (3/3), Walter Strohmeier (3/5), Hans-Jacob Bertschinger (3/12). Trainer: unbekannt.
- Weltmeisterschaft 1958: nicht qualifiziert
- Weltmeisterschaft 1961: 10. Platz (von 12 Mannschaften)

Kader: Peter Fäh (2 Spiele/0 Tore), Martin Furgler (1/0), Hans Scheurer (1/0), Fritz Bernhard (1/0), René Landis (1/0), Kurt Wettstein (1/0), Toni Loretan (1/1), Bruno Schmid (2/1), Niklaus Frickler (2/1), Christian Kühner (2/3), Max Altdorfer (2/4), Armin Seiler (2/4), Adolf Burkhardt (2/4), Heinz Lehmann (2/7). Trainer: unbekannt.
- Weltmeisterschaft 1964: 12. Platz (von 16 Mannschaften)

Kader: Max Altdorfer (3 Spiele/0 Tore), Michael Funk (3/0), Heinz Lehmann (1/0), Kurt Wettstein (1/0), Hugo Rey (1/1), Christian Kühner (3/2), Eduard Stebler (3/3), Bruno Schmid (3/4), Bruno Walder (3/5), Bruno Wick (3/5), Armin Seiler (2/7), Hans Gemperle (3/7). Trainer: Karl Weiss.
- Weltmeisterschaft 1967: 14. Platz (von 16 Mannschaften)

Kader: Heinz Lehmann (3 Spiele/0 Tore), Erich Dubler (2/0), Bruno Walder (2/0), Kurt Wettstein (2/0), Michael Funk (1/0), Ueli Schweingruber (1/0), Walter Sedlmayer (1/0), Werner Ebi (2/1), Rolf Gütlin (1/2), Hugo Rey (2/2), Hans Güttinger (2/2), Eduard Stebler (3/5), Willy Glaus (2/5), René Landis (3/14), Armin Seiler (3/15). Trainer: Bruno Hartmann.
- Weltmeisterschaft 1970: 15. Platz (von 16 Mannschaften)

Kader: Ruedi Wagner (3 Spiele/0 Tore), Felix Eisen (3/0), Hans-Rudolf Meier (3/0), Michael Funk (2/0), Ueli Schweingruber (2/0), Peter Kriener (1/0), Reto Morell (1/0), Oswald Kron (2/1), Fritz Blaser (3/1), Hans Grundmann (3/1), Roland Santini (3/4), Hansulrich Gygax-Vogelsanger (3/5), Peter Notter (3/8), Hansjürg Rudolf (3/9). Trainer:  Irislav Dolenec.
- Weltmeisterschaft 1974: nicht teilgenommen
- Weltmeisterschaft 1978: nicht teilgenommen
- Weltmeisterschaft 1982: 12. Platz (von 16 Mannschaften)

Kader: Hanspeter Lutz (5 Spiele/0 Tore), Peter Hürlimann (2/0), Maximilian Delhees (3/1), Martin Ott (5/1), Uwe Mall (5/2), Markus Lehmann (6/5), Heinz Feigl (6/6), Konrad Affolter (2/7), Norwin Platzer (7/7), Hans Huber (6/8), Peter Jehle (6/9), Hugo Jametti (7/10), Robert Jehle (6/12), Ulrich Nacht (7/18), Max Schär (7/25). Trainer:  Sead Hasanefendić.
- Weltmeisterschaft 1986: 11. Platz (von 16 Mannschaften)

Kader: Peter Hürlimann (7 Spiele/0 Tore), Martin Ott (5/0), Christian Pécaut (2/0), Ulrich Nacht (5/1), Max Schär (7/3), Jürgen Bätschmann (4/3), Stefan Lanker (3/3), Hansruedi Schumacher (4/4), René Barth (6/4), Heinz Feigl (3/6), Uwe Mall (5/7), Peter Jehle (7/14), Norwin Platzer (5/15), Martin Rubin (7/15), Maximilian Delhees (7/18), Peter Weber (7/34). Trainer:  Sead Hasanefendić.
- Weltmeisterschaft 1990: 13. Platz (von 16 Mannschaften)

Kader: Peter Hürlimann (6 Spiele/0 Tore), Meinrad Landolt (4/0), Remo Kessler (2/0), Nick Christen (1/0), Urs Eggenberger (6/1), Beat Rellstab (5/2), Jens Meyer (6/3), Roger Keller (6/8), Roland Gassmann (6/12), Hansruedi Schumacher (6/13), Bernhard Jost (6/16), René Barth (6/18), Stefan Schärer (6/18), Martin Rubin (6/28). Trainer:  Arno Ehret.
- Weltmeisterschaft 1993: 4. Platz (von 16 Mannschaften)

Kader: Peter Hürlimann (7 Spiele/0 Tore), Urs Schärer (7/0), Rolf Dobler (7/0), Stefano Balmelli (6/0), Michael Knecht (1/0), Jens Meyer (7/2), Nick Christen (7/7), Urs Eggenberger (7/19), Stefan Schärer (7/21), Roman Brunner (7/22), Martin Rubin (7/22), Daniel Spengler (7/22), Marc Baumgartner (7/41/All-Star/Torschützenkönig). Trainer:  Arno Ehret.
- Weltmeisterschaft 1995: 7. Platz (von 24 Mannschaften)

Kader: Rolf Dobler (9 Spiele/0 Tore), Christian Meisterhans (8/0), Matthias Baumgartner (3/0), Daniel Lehmann (1/0), Roman Derungs (1/1), Robert Kostadinovich (3/2), Urs Schärer (5/2), Nick Christen (7/4), Urs Eggenberger (8/6), Carlos Lima Fuentes (9/9), Martin Rubin (8/17), Patrick Rohr (9/25), Stefan Schärer (9/29), Daniel Spengler (9/34), Roman Brunner (9/38), Marc Baumgartner (9/57). Trainer: Urs Mühlethaler.
- Weltmeisterschaft 1997: nicht qualifiziert
- Weltmeisterschaft 1999: nicht qualifiziert
- Weltmeisterschaft 2001: nicht qualifiziert
- Weltmeisterschaft 2003: nicht qualifiziert
- Weltmeisterschaft 2005: nicht qualifiziert
- Weltmeisterschaft 2007: nicht qualifiziert
- Weltmeisterschaft 2009: nicht qualifiziert
- Weltmeisterschaft 2011: nicht qualifiziert
- Weltmeisterschaft 2013: nicht qualifiziert
- Weltmeisterschaft 2015: nicht qualifiziert
- Weltmeisterschaft 2017: nicht qualifiziert
- Weltmeisterschaft 2019: nicht qualifiziert
- Weltmeisterschaft 2021: 16. Platz (von 32 Mannschaften)

Kader: Aurel Bringolf (6 Spiele/0 Tore), Leonard Grazioli (1/0), Michal Svajlen (6/0), Nik Tominec (6/0), Philip Novak (6/0), Maximilian Gerbl (3/0), Mehdi Ben Romdhane (5/1), Nikola Portner (6/2), Samuel Röthlisberger (6/2), Jonas Schelker (3/2), Samuel Zehnder (6/2), Nicolas Raemy (6/8), Lenny Rubin (6/17), Marvin Lier (6/17), Roman Sidorowicz (6/17), Alen Milosevic (6/20), Cédrie Tynowski (6/21), Andy Schmid (6/44). Trainer: Michael Suter.
- Weltmeisterschaft 2023: nicht qualifiziert
- Weltmeisterschaft 2025: 11. Platz (von 32 Mannschaften)

→ WM-Kader 2025

#### B- und C-Weltmeisterschaften
- C-Weltmeisterschaft 1976: 3. Platz (von 8 Mannschaften), Aufstieg in B-Klasse[10]
- B-Weltmeisterschaft 1977: 10. Platz (von 12 Mannschaften), Abstieg in C-Klasse
- C-Weltmeisterschaft 1978: 1. Platz (von 6 Mannschaften), Aufstieg in B-Klasse
- B-Weltmeisterschaft 1979: 2. Platz (von 12 Mannschaften)
- C-Weltmeisterschaft 1980: nicht teilgenommen
- B-Weltmeisterschaft 1981: 5. Platz (von 12 Mannschaften)
- C-Weltmeisterschaft 1982: nicht teilgenommen
- B-Weltmeisterschaft 1983: 5. Platz (von 12 Mannschaften)
- C-Weltmeisterschaft 1984: nicht teilgenommen
- B-Weltmeisterschaft 1985: nicht teilgenommen
- C-Weltmeisterschaft 1986: nicht teilgenommen
- B-Weltmeisterschaft 1987: 6. Platz (von 16 Mannschaften)
- C-Weltmeisterschaft 1988: nicht teilgenommen

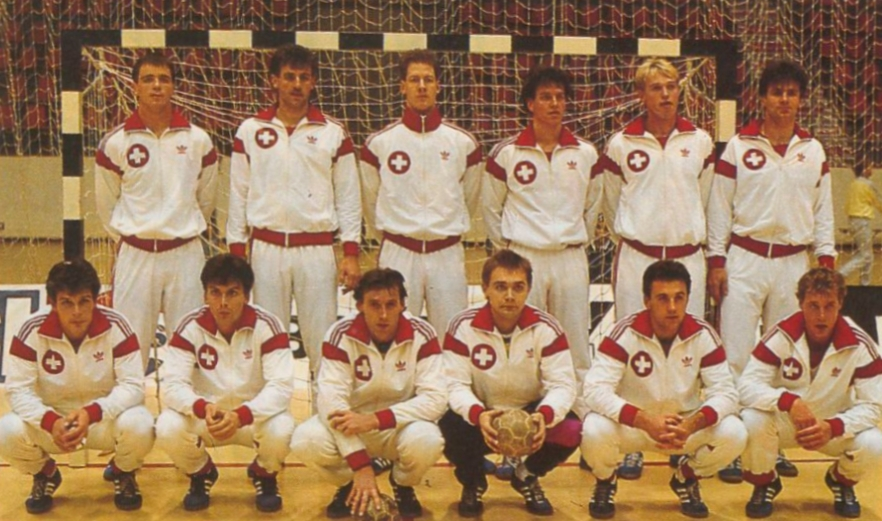
Die Schweizer Auswahl vor der B-Weltmeisterschaft 1989.

- B-Weltmeisterschaft 1989: 6. Platz (von 16 Mannschaften)
- C-Weltmeisterschaft 1990: nicht teilgenommen
- B-Weltmeisterschaft 1992: 4. Platz (von 16 Mannschaften)

### Europameisterschaften
- Europameisterschaft 1994: nicht qualifiziert
- Europameisterschaft 1996: nicht qualifiziert
- Europameisterschaft 1998: nicht qualifiziert
- Europameisterschaft 2000: nicht qualifiziert
- Europameisterschaft 2002: 13. Platz (von 16 Mannschaften)

Kader: Rolf Dobler (3 Spiele/0 Tore), Stefan Massa (3/0), Martin Stettler (3/0), Antoine Ebinger (3/0), Michael Suter (1/0), Manuel Liniger (3/2), Zeno Läber (3/2), Markus Keller (2/2), Lorenz Moser (3/5), Carlos Lima Fuentes (2/5), Severin Brüngger (3/8), Marc Baumgartner (3/10), Thomas Gautschi (3/10), Iwan Ursic (3/12), Robert Kostadinovich (3/22). Trainer:  Arno Ehret.
- Europameisterschaft 2004: 12. Platz (von 16 Mannschaften)

Kader: Antoine Ebinger (5 Spiele/0 Tore), Christian Meisterhans (5/0), Marc Vonlanthen (5/0), Pascal Stauber (2/0), Martin Stettler (6/2), Daniel Fellmann (3/3), Severin Brüngger (4/4), Manuel Liniger (6/5), Urs Schärer (6/5), Simon Brogli (6/9), Carlos Lima Fuentes (6/10), Thomas Furer (6/12), Marco Kurth (6/13), Iwan Ursic (6/17), Thomas Gautschi (6/20), Robert Kostadinovich (6/40). Trainer:  Arno Ehret.
- Europameisterschaft 2006: 14. Platz (von 16 Mannschaften)

Kader: Martin Stettler (3 Spiele/0 Tore), Antoine Ebinger (3/0), Daniel Fellmann (1/0), Pascal Stauber (3/0), David Staudenmann (3/0), Iwan Ursic (3/1), Severin Brüngger (3/2), Ruedi Joder (2/2), Benjamin Echaud (3/4), Marco Kurth (3/10), Pascal Jenny (3/10), Manuel Liniger (3/11), Andy Schmid (3/11), Thomas Gautschi (3/16), Martin Engeler (3/19). Trainer:  Arno Ehret.
- Europameisterschaft 2008: nicht qualifiziert
- Europameisterschaft 2010: nicht qualifiziert
- Europameisterschaft 2012: nicht qualifiziert
- Europameisterschaft 2014: nicht qualifiziert
- Europameisterschaft 2016: nicht qualifiziert
- Europameisterschaft 2018: nicht qualifiziert
- Europameisterschaft 2020: 16. Platz (von 24 Mannschaften)

Kader: Aurel Bringolf (3 Spiele/0 Tore), Michal Svajlen (3/0), Lukas von Deschwanden (3/0), Samuel Röthlisberger (3/0), Nik Tominec (3/1), Nikola Portner (3/2), Dimitrij Küttel (3/3), Maximilian Gerbl (3/3), Roman Sidorowicz (3/4), Nicolas Raemy (3/4), Alen Milosevic (3/4), Luka Maros (3/5), Lucas Meister (3/6), Lenny Rubin (3/8), Marvin Lier (3/10), Andy Schmid (3/27). Trainer: Michael Suter.
- Europameisterschaft 2022: nicht qualifiziert
- Europameisterschaft 2024: 21. Platz (von 24 Mannschaften)

Kader: Joël Willecke (3 Spiele/0 Tore), Leonard Grazioli (3/0), Marvin Lier (3/0), Michael Kusio (3/0), Maximilian Gerbl (3/1), Nikola Portner  (3/2), Cédrie Tynowski (3/2), Luka Maros (3/2), Mehdi Ben Romdhane (3/2), Samuel Zehnder (3/3), Nicolas Raemy (3/3), Lucas Meister (3/4), Lenny Rubin (3/7), Lukas Laube (3/9), Manuel Zehnder (3/13), Andy Schmid (3/19), Gino Steenaerts (ohne Einsatz), Zoran Markovic (ohne Einsatz), Aurel Bringolf (ohne Einsatz), Felix Aellen (ohne Einsatz). Trainer: Michael Suter.

## Weitere Turnierteilnahmen

### World Cup
Beim World Cup (1971–2010) in Schweden sowie teilweise in Norwegen und Deutschland, erreichte die Auswahl folgende Platzierungen:
- World Cup 1996: 6. Platz (von 8 Mannschaften)

Kader: René Barth, Marc Baumgartner, Michael Brandenberger, Nick Christen, Rolf Dobler, Frank Heinzmann, Peter Hürlimann, Robert Kostadinovich, Carlos Lima Fuentes, Christian Meisterhans, Beat Rellstab, Patrick Rohr, Martin Rubin, Urs Schäfer, Alexander Vasilakis. Trainer:  Armin Emrich.

### Supercup
Beim Supercup (1979–2015) in Deutschland erreichte die Auswahl folgende Platzierungen:
- Supercup 1993: 3. Platz (von 4 Mannschaften)

Kader: Rolf Dobler, Urs Heimann, Christian Meisterhans, Marc Baumgartner, Heinz Bollinger, Roman Brunner, Roman Derungs, Frank Heinzmann, Carlos Lima Fuentes, Ivan Pavlović, Beat Rellstab, Patrick Rohr, Stefan Schärer, Daniel Spengler. Trainer:  Gunnar Blombäck.

### Yellow Cup
Beim Yellow Cup in Winterthur erreichte die Auswahl folgende Platzierungen:
- Yellow Cup 1998: 2. Platz
- Yellow Cup 1999: 2. Platz
- Yellow Cup 2000: 2. Platz
- Yellow Cup 2001: 2. Platz
- Yellow Cup 2002: 2. Platz
- Yellow Cup 2003: 1. Platz
- Yellow Cup 2005: 2. Platz
- Yellow Cup Januar 2006: 1. Platz
- Yellow Cup Dezember 2006: 5. Platz (Schweizer U21)
- Yellow Cup 2007: 4. Platz
- Yellow Cup 2009: 2. Platz
- Yellow Cup 2010: 1. Platz
- Yellow Cup 2011: 3. Platz
- Yellow Cup 2012: 2. Platz
- Yellow Cup Januar 2013: 2. Platz
- Yellow Cup Dezember 2013: 4. Platz
- Yellow Cup 2015: 2. Platz
- Yellow Cup 2016: 2. Platz
- Yellow Cup Januar 2017: 1. Platz
- Yellow Cup Dezember 2017: 2. Platz
- Yellow Cup 2019: 2. Platz
- Yellow Cup 2020: 1. Platz
- 2021: Abgesagt auf Grund von COVID-19
- 2022: Abgesagt auf Grund von COVID-19
- Yellow Cup 2023: 1. Platz
- Yellow Cup 2024: 1. Platz

## AktuellesKader
| Nr. | Spieler              | Geburtstag | Alter | Position        | Grösse | Verein                | Lsp. | Tore |
| --- | -------------------- | ---------- | ----- | --------------- | ------ | --------------------- | ---- | ---- |
| 11  | Samuel Weingartner   | 11.10.2003 | 21    | Rückraum Mitte  | 1,87 m | BSV Bern              | 14   | 26   |
| 6   | Gian Attenhofer      | 26.04.2002 | 22    | Flügel rechts   | 1,83 m | ThSV Eisenach         | 9    | 2    |
| 44  | Mehdi Ben Romdhane   | 02.12.2001 | 23    | Rückraum Mitte  | 1,88 m | Kadetten Schaffhausen | 34   | 41   |
| 13  | Michael Kusio        | 31.08.1998 | 26    | Rückraum rechts | 1,95 m | BSV Bern              | 19   | 7    |
| 18  | Dimitrij Küttel      | 18.02.1994 | 30    | Rückraum rechts | 1,91 m | HC Kriens-Luzern      | 84   | 168  |
| 23  | Lukas Laube          | 22.04.2000 | 24    | Kreisläufer     | 1,93 m | TVB 1898 Stuttgart    | 29   | 67   |
| 42  | Noam Leopold         | 17.07.2002 | 22    | Flügel links    | 1,86 m | HBC Nantes            | 10   | 7    |
| 20  | Luka Maros           | 20.03.1994 | 30    | Rückraum links  | 1,96 m | Kadetten Schaffhausen | 75   | 170  |
| 3   | Lucas Meister        | 16.08.1996 | 28    | Kreisläufer     | 1,97 m | Kadetten Schaffhausen | 85   | 207  |
| 16  | Nikola Portner       | 19.11.1993 | 31    | Torhüter        | 1,94 m | SC Magdeburg          | 135  | 30   |
| 17  | Samuel Röthlisberger | 15.08.1996 | 28    | Kreisläufer     | 1,99 m | TVB 1898 Stuttgart    | 85   | 22   |
| 4   | Lenny Rubin          | 01.02.1996 | 28    | Rückraum links  | 2,05 m | TVB 1898 Stuttgart    | 80   | 287  |
| 38  | Jannis Scheidiger    | 08.08.2002 | 22    | Torhüter        | 1,89 m | HSC Suhr Aarau        | 10   | 2    |
| 40  | Mathieu Seravalli    | 15.09.2004 | 20    | Torhüter        | 1,98 m | BSV Bern              | 4    | 0    |
|     | Luca Sigrist         | 04.10.2005 | 19    | Rückraum Mitte  | 1,85 m | HC Kriens-Luzern      | 5    | 6    |
| 21  | Gino Steenaerts      | 05.05.2005 | 19    | Flügel rechts   | 1,84 m | HC Kriens-Luzern      | 7    | 19   |
| 30  | Joël Willecke        | 23.11.2003 | 21    | Kreisläufer     | 2,02 m | HSC Suhr Aarau        | 26   | 7    |
|     | Valentin Wolfisberg  | 07.12.2004 | 20    | Rückraum Mitte  | 1,85 m | HC Kriens-Luzern      | 2    | 1    |
| 29  | Samuel Zehnder       | 29.02.2000 | 24    | Flügel links    | 1,83 m | TBV Lemgo Lippe       | 55   | 120  |

## Bisherige Trainer
| Zeitraum                      | Trainer           |
| ----------------------------- | ----------------- |
| November 1962 –September 1964 | Karl Weiss        |
| September 1964 –1967          | Bruno Hartmann    |
| Juni 1967–1969                | Edgar Leutenegger |
| Oktober 1969–März 1972        | Irislav Dolenec   |
| September 1972–Januar 1974    | Hansrudolf Meier  |
| Juli 1974–Dezember 1976       | René Wetzel       |
| Oktober 1976–Januar 1980      | Pero Janjic       |
| Februar 1980–Juli 1980        | Vinko Kandija     |
| Oktober 1980–März 1986        | Sead Hasanefendic |
| Oktober 1986–Mai 1993         | Arno Ehret        |
| Oktober 1993–Mai 1994         | Gunnar Blombäck   |
| November 1994–Mai 1995        | Urs Mühlethaler   |
| September 1995–Juli 1996      | Armin Emrich      |
| Januar 1997–April 1997        | Halid Demirovic   |
| Mai 1997–November 1998        | Peter Bruppacher  |
| Mai 1999–Juni 2000            | Urs Mühlethaler   |
| Oktober 2000–Juni 2006        | Arno Ehret        |
| Juli 2006–Juni 2008           | Dragan Dukic      |
| Oktober 2008–Juli 2013        | Goran Perkovac    |
| Dezember 2013–Juni 2016       | Rolf Brack        |
| Juni 2016–Februar 2024        | Michael Suter     |
| Februar 2024–                 | Andy Schmid       |

## Spielerrekorde
Aktive Spieler sind grün hinterlegt. Stand: 7. Februar 2025.
| Rang | Spieler         | Spiele | Tore |
| ---- | --------------- | ------ | ---- |
| 1.   | Max Schär       | 279    | 724  |
| 2.   | Peter Hürlimann | 241    | 0    |
| 3.   | Martin Rubin    | 239    | 878  |
| 4.   | Andy Schmid     | 218    | 1094 |
| 5.   | Manuel Liniger  | 214    | 902  |
| 6.   | Hans Huber      | 211    | 413  |
| 7.   | René Barth      | 206    | 251  |
| 8.   | Stefan Schärer  | 204    | 533  |
| 9.   | Iwan Ursic      | 195    | 571  |
| 10.  | Robert Jehle    | 190    | 572  |

| Rang | Spieler              | Tore | Spiele |
| ---- | -------------------- | ---- | ------ |
| 1.   | Andy Schmid          | 1094 | 218    |
| 2.   | Marc Baumgartner     | 1093 | 169    |
| 3.   | Manuel Liniger       | 902  | 214    |
| 4.   | Martin Rubin         | 878  | 239    |
| 5.   | Robert Kostadinovich | 771  | 181    |
| 6.   | Ernst Züllig         | 749  | 177    |
| 7.   | Max Schär            | 724  | 279    |
| 8.   | Robert Jehle         | 572  | 190    |
| 9.   | Iwan Ursic           | 571  | 195    |
| 10.  | Stefan Schärer       | 533  | 204    |